# Septfontaines Rollingergrund
El Septfontaines Rollingergrund (en luxemburguès: Schlass Siweburen; en francès: Château de Septfontaines), és un castell situat en el barri de Rollingergrund de la ciutat de Luxemburg. Ara és un edifici protegit, que estava associat amb els anys amb els quals va existir la fàbrica de porcellana luxemburguesa Villeroy & Boch fins al seu tancament el 2010.

## Història
Va ser construït el 1783 fins a 1784 per Jean-François i Pierre-Joseph Boch, que havien obert la seva fàbrica de porcellana a prop ln 1767, quan Luxemburg formava part dels Països Baixos austríacs. Els germans havien escollit Rollingergrund per a la seva fàbrica, ja que oferia tot el que es necessitava: argila, aigua i llenya per als forns. Va ser dissenyat perquè les seves famílies poguessin viure allà, el que explica per què la primera planta es divideix en dues seccions separades per als dormitoris, mentre que les habitacions de la planta baixa, incloent el menjador i el saló, podien ser utilitzats per ambdues famílies.
El castell, una vegada va ser ocupat per les tropes franceses va ser venut el 1914. Després Luitwin von Boch ho va adquirir una vegada més el 1970 en nom de Villeroy & Boch, i va encarregar al seu cosí Antoine de Schorlemer per portar a terme el treball integral de renovació que va durar un total de 12 anys.

## El castell d'avui
Les cambres ara atesten l'èxit dels germans Boch, la porcellana forma part de la decoració en de totes les formes i mides de les parets i les finestres. Al menjador penja un retrat de l'emperadriu austríaca Maria Teresa (1717-1780), que va permetre construir la seva fàbrica a Rollingergrund i que els havia alliberat d'impostos durant els primers deu anys. Ara l'edifici està disponible per a conferències[de negocis i recepcions, a més a més d'ésser utilitzat per l'administració, socis i clients de Villeroy & Boch quan són a Luxemburg.